# Sven Johansson (politiker)
Sven Anton Bertil Johansson, född 6 september 1916 i Almesåkra församling, Jönköpings län, död 11 juli 1987 i Skärstads församling, Jönköpings län, var en svensk frikyrkopastor och politiker.
Johansson var  riksdagsledamot för Centerpartiet 1965–1982 (fram till 1970 i andra kammaren), invald i Jönköpings läns valkrets. Under våren 1982, med några månader kvar av sin tid som riksdagsledamot, anslöt han sig till KDS, nuvarande Kristdemokraterna.